# Union der Kommunistischen Parteien – Kommunistische Partei der Sowjetunion
Die Union der Kommunistischen Parteien – Kommunistische Partei der Sowjetunion (russisch Союз коммунистических партий – КПСС; СКП – КПСС; SKP – KPSS) ist ein Zusammenschluss von kommunistischen  Parteien in der ehemaligen Sowjetunion, welcher seit 1993 in den Nachfolgerepubliken dieses Staates agiert.
Der Vorsitzende der Organisation ist Gennadi Sjuganow, der 2001 den vorherigen langjährigen Vorsitzenden Oleg Schenin ablöste. Dieser spaltete sich von der UdKP-KPdSU ab und gründete eine neue Partei mit dem Traditionsnamen KPdSU.

## Mitgliedsparteien
Die Organisation besteht aus folgenden Mitgliedsparteien:
| Staat/De-Facto-Staat | Namen                                           | Tätigkeit                          | Parlamentssitze |
| -------------------- | ----------------------------------------------- | ---------------------------------- | --------------- |
| Armenien             | Armenische Kommunistische Partei                | Außerparlamentarische Opposition   | 0/132           |
| Aserbaidschan        | Aserbaidschanische Kommunistische Partei        | Außerparlamentarische Opposition   | 0/125           |
| Belarus              | Kommunistische Partei von Belarus               | Juniorpartner der Regierung        | 11/110          |
| Estland              | Kommunistische Partei Estlands                  | 1990 verboten, Nachfolgeparteien   | —               |
| Georgien             | Vereinte Kommunistische Partei Georgiens        | Außerparlamentarische Opposition   | 0/150           |
| Abchasien            | Kommunistische Partei Abchasiens                | Außerparlamentarische Opposition   | 0/35            |
| Südossetien          | Kommunistische Partei Südossetiens              | Parlamentarische Opposition        | 1/34            |
| Kasachstan           | Kommunistische Partei Kasachstans               | 2015 verboten, im Untergrund aktiv | —               |
| Kirgisistan          | Partei der Kommunisten Kirgisistans             | Parlamentarische Opposition        | 1/120           |
| Lettland             | Kommunistische Partei Lettlands                 | 1991 verboten, im Untergrund aktiv | —               |
| Litauen              | Kommunistische Partei Litauens                  | 1992 verboten, im Untergrund aktiv | —               |
| Moldau               | Partei der Kommunisten der Republik Moldau      | Parlamentarische Opposition        | 10/101          |
| Transnistrien        | Transnistrische Kommunistische Partei           | Außerparlamentarische Opposition   | 0/33            |
| Russland             | Kommunistische Partei der Russischen Föderation | Parlamentarische Opposition        | 57/450          |
| Tadschikistan        | Kommunistische Partei Tadschikistans            | Parlamentarische Opposition        | 2/63            |
| Turkmenistan         | Kommunistische Partei Turkmenistans             | 1991 verboten, im Untergrund aktiv | —               |
| Ukraine              | Kommunistische Partei der Ukraine               | 2015 verboten, im Untergrund aktiv | —               |
| Usbekistan           | Kommunistische Partei Usbekistans               | 1994 verboten, im Untergrund aktiv | —               |

### Beobachter
| Staat/De-Facto-Staat | Namen                                          | Tätigkeit                        | Parlamentssitze |
| -------------------- | ---------------------------------------------- | -------------------------------- | --------------- |
| Kasachstan           | Volkspartei Kasachstans                        | Parlamentarische Opposition      | 10/107          |
| Donezk               | Kommunistische Partei der Volksrepublik Donezk | Außerparlamentarische Opposition | 0/100           |
| Lugansk              | Union der Kommunisten der Region Luhansk       | Außerparlamentarische Opposition | 0/50            |